# Cisco Systems
Cisco Systems, Inc. ist ein US-amerikanisches Unternehmen aus der Telekommunikationsbranche. Bekannt ist es vor allem für seine Router und Switches, die von einem wesentlichen Teil der Internet-Backbones genutzt werden.

## Geschichte

Scientific Atlanta Logo

Logo bis Oktober 2006

Cisco wurde im Dezember 1984 von einer Gruppe von Wissenschaftlern (vorrangig Leonard Bosack und Sandy Lerner) der Stanford University bei San Francisco gegründet. Ziel war es, die Vernetzung von Computern zu vereinfachen und sie effektiver zu nutzen. 1986 brachte Cisco seinen ersten Multiprotokoll-Router auf den Markt – eine Mischung aus Hardware und intelligenter Software, die sich bald als Standard für Networking-Plattformen auf dem Markt etablierte.
Durch den Internetboom Mitte der 1990er Jahre stieg der Aktienkurs vom Börsengang am 29. März 1990 splitbereinigt von 0,08 US-Dollar bis zum 30. März 2000 um 96.637 Prozent auf 77,31 US-Dollar. Damit war Cisco Systems mit einem Börsenwert von ca. 555 Mrd. US-Dollar kurzzeitig das teuerste Unternehmen der Welt.
2005 erwarb das Unternehmen den Telekommunikation- und Kabelfernsehnetzausrüster Scientific Atlanta Inc. zum Preis von 6,9 Milliarden US-Dollar. Scientific Atlanta wurde 1951 von einer Gruppe von Ingenieuren des Georgia Institute of Technology in Georgia gegründet.
Im Geschäftsjahr 2008 erwirtschaftete Cisco einen Rekordumsatz in Höhe von 39,5 Mrd. US-Dollar, bei einem Gewinn von 8,1 Mrd. US-Dollar. Seit dem 8. Juni 2009 ist Cisco am DJIA gelistet und somit in den wichtigsten Index der Welt aufgenommen. Cisco hat dabei den Platz von General Motors eingenommen.

Logo der verkauften Linksys

Traditionell nur bei IT-Abteilungen von Unternehmen bekannt, versuchte sich das Unternehmen im Endverbrauchermarkt zu etablieren. Ein wichtiger Schritt war dazu im Juni 2003 der Kauf des Unternehmens Linksys um 500 Mio. US-Dollar, eines führenden Herstellers von Heim-Netzwerktechnik. Die seitdem separat geführte Marke Linksys hätte später zugunsten von Cisco aufgegeben werden sollen, da sich Letztere im Endverbrauchermarkt gut etablierte. 2013 verkaufte Cisco aber die Heimnetzwerksparte Linksys an Belkin International, um sich auf Hardware und Software für Unternehmen zu konzentrieren. Im Mai 2013 übernahm das Unternehmen um 107 Millionen US-Dollar das Münchener Tech-Start-up JouleX. Deren Cloud-basierte Energiemanagementlösungen sollen dabei helfen, den Energieverbrauch aller in einem Netzwerk betriebenen Geräte zu erfassen und zu reduzieren.
Im Juli 2015 gab John Chambers nach 20 Jahren den Posten des Chief Executive Officer ab und wurde exekutiver Verwaltungsratsvorsitzender. Sein Nachfolger wurde Chuck Robbins.

## Geschäftszahlen
Im Geschäftsjahr 2017 erwirtschaftete die Cisco einen Umsatz von 48 Mrd. US-Dollar bei einem Gewinn von 9,6 Mrd. US-Dollar. Seit dem Jahre 2003 haben sich damit Umsatz und Gewinn mehr als verdoppelt (+150 % bzw. +170 %). Der Börsenwert stieg im selben Zeitraum von 96 auf 156 Mrd. US-Dollar an (+60 %) und betrug im Oktober 2018 ca. 244 Mrd. US-Dollar. Im Geschäftsjahr 2023 war der Umsatz auf 57 Mrd. US-Dollar bei einem Gewinn von 4 Mrd. US-Dollar gestiegen. Zum Stichtag 31. März 2024 ist Cisco Systems in der „Top 100 Liste der größten börsennotierten Unternehmen nach Marktkapitalisierung“ weltweit auf Platz 59.

## Name und Logo
Der Name Cisco leitet sich von den beiden letzten Silben des Gründungsortes San Francisco ab. Das Firmenlogo zeigt in Form von blauen senkrechten Balken ein Kammspektrum eines periodischen Signals, das an die Form der Golden Gate Bridge erinnert.

## Tochterunternehmen
Seit der Gründung hat Cisco Systems mittlerweile über 212 andere Unternehmen gekauft und integriert.

## Produkte

### Netzwerk

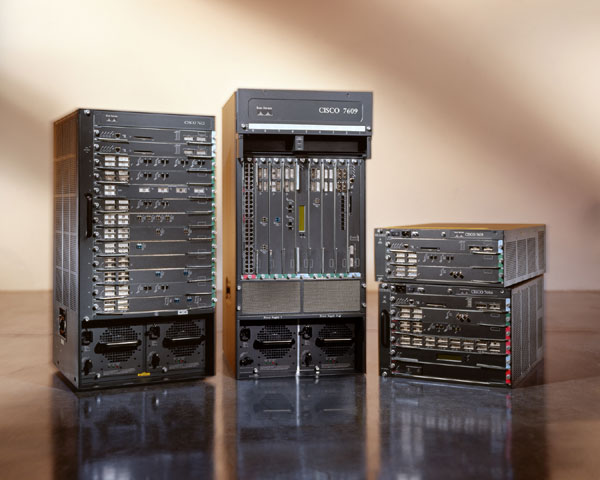
Hochleistungsrouter (Cisco 7600 Serie Carrier-Class Ethernet-Lösungen)

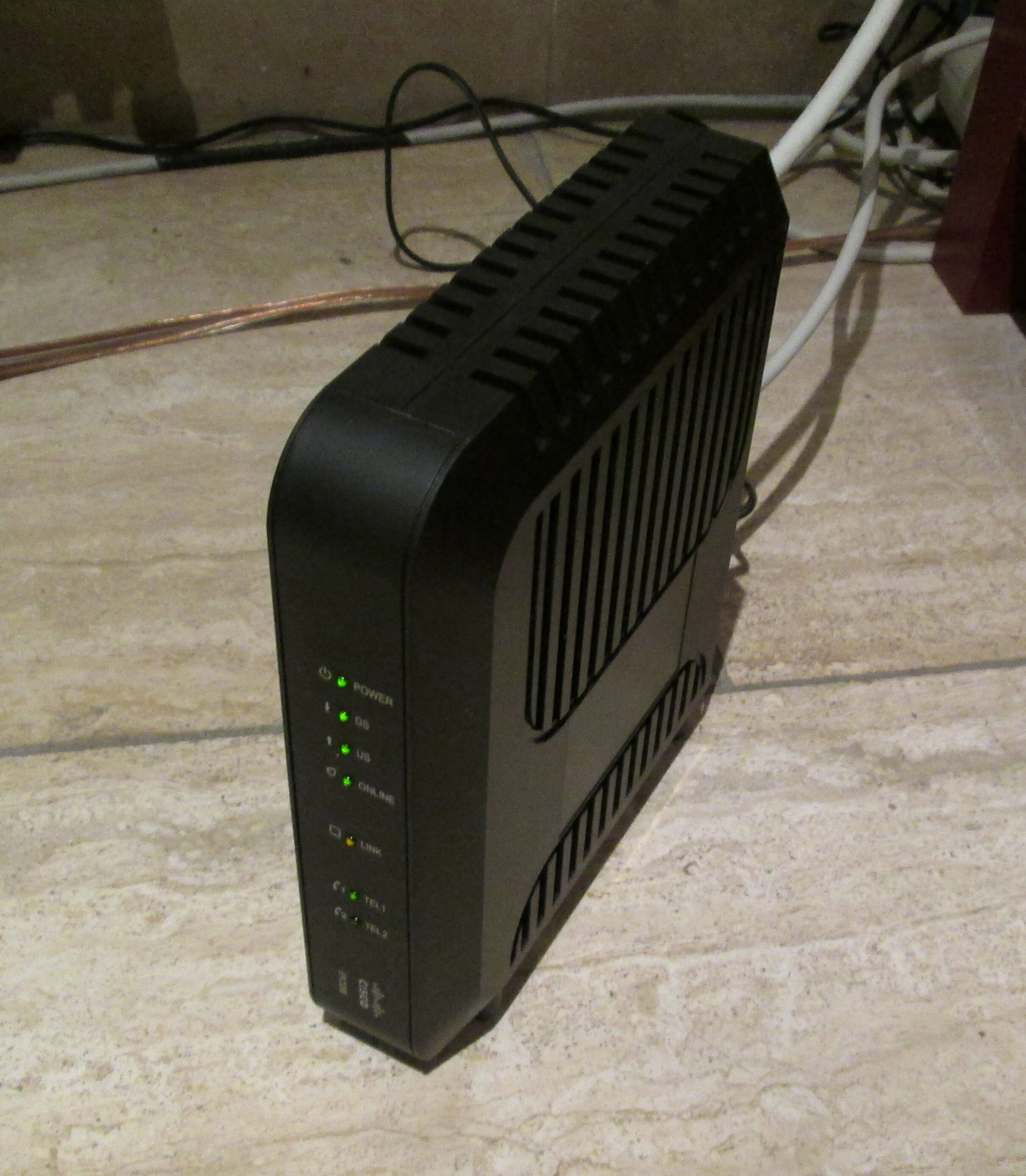
Cisco EPC 3208 DOCSIS 3.0 Kabel-Gateway mit eingebautem DHCP-Server

Cisco bietet Lösungen für fast alle Bereiche des Netzwerkbetriebs an: Routers, Switches (LAN, SAN), WLAN, Unified Communications, VoIP, Contact Center, Video, TelePresence, Netzwerkmanagement, Security (Firewall, Authentifizierung, Virtual Private Network).
Die Cisco-Router, die meisten Switches und Wireless Access Points arbeiten mit dem Betriebssystem Internetwork Operating System (IOS). Die Geräte sind durch das IOS flexibel konfigurierbar/anpassbar, dadurch erklärt sich höchstwahrscheinlich auch der große Erfolg der Cisco-Produkte.
Früher kam auf den Switches der Catalyst-Serie das Betriebssystem CatOS zum Einsatz.
Es ist noch auf der Catalyst-4500-, 6500- bzw. 6500-E-Serie von Bedeutung und kann hier auf den Supervisor-Engines (SUP) sowohl exklusiv als auch im Hybrid-Modus zusammen mit einem IOS betrieben werden. In letzterem Fall wird eine „Multi Switch Feature Card“ (MSFC) auf der SUP benötigt, auf der das IOS läuft. Das CatOS bietet weniger Features als das IOS, arbeitet aber dadurch auch stabiler, da es weniger Angriffspunkte bzw. mögliche Fehlerquellen hat. Für das Switching im Core-Bereich ist es ausreichend bzw. optimal, es wird aber aller Wahrscheinlichkeit durch das IOS ersetzt werden.

### Sicherheit
Zunächst war Cisco mit den Firewalls der PIX-Reihe bzw. ASA im Bereich Verschlüsselung und Sicherheit aktiv am Markt. Im Niedrigpreissegment werden auch die Produkte von Linksys verkauft. Mit den aufkommenden Anordnungen zur Überwachung des Datenverkehrs im Internet (2000/2001) begann Cisco, passende Lösungen für kleine und große Internet Service Provider zu entwickeln, um diesen Anforderungen gerecht zu werden.
- Firewall: ASA, Firepower (aka IDS/IPS) mit der Open Source Lösung Snort
- Identity Management (aka ISE, DUO)
- Network Analytics (aka Stealthwatch)
- Workload Security (aka Tetration)
- Application Security (aka AppDynamics)
- Endpoint Security (aka AMP)
- Email Security (aka ESA)
- Web Security / SASE (aka Umbrella)

Diese Lösungen sind in eine gemeinsame Umgebung zur Analyse und Bewältigung von Sicherheitsvorfällen SecureX integriert.

### Collaboration
Im Jahr 2007 hat Cisco das Unternehmen WebEx Communications übernommen. WebEx wird seitdem als Tochtergesellschaft innerhalb des Konzerns weitergeführt, unter der Marke WebEx werden zahlreiche Software-Lösungen als Groupware bzw. als Kollaborationssoftware für die Zusammenarbeit in Unternehmen angeboten, zum Beispiel WebEx Meetings als Dienst für webbasierte Videokonferenzen.
Im Jahr 2018 hat Cisco die Placetel-Mutter BroadSoft  übernommen und bietet über Placetel seit 2020 das Produkt „Placetel + Cisco Webex“ an. Damit erweiterte Cisco die Verbreitung seines Collaboration-Werkzeugs „Webex“ auch für mittlere und kleine Unternehmen als Kunden. Im September 2024 wurde Placetel von Cisco an den britischen Cloud-Kommunikationsanbieter „Gamma Communications plc“ weiterverkauft, dabei sichert sich Cisco gleichzeitig durch Abschluss eines engen Kooperationsvertrags, dass Placetel weiterhin im Verbund mit Webex vertrieben und genutzt wird.
Das Unternehmen soll für US-Geheimdienste Backdoors in seine Produkte integriert haben. Dies wird vom Unternehmen bestritten. Laut Unterlagen aus dem Archiv von Edward Snowden baut die National Security Agency gezielt Abhöreinrichtungen in Cisco-Produkte ein, die an bestimmte Zielobjekte geliefert werden. Dazu werden die Sendungen abgefangen, die Produkte an einem geheimen Ort verwanzt, neu verpackt und anschließend zum Zielobjekt verschickt.

### Bekannte Unternehmensentwicklungen
- Internetwork Operating System (IOS), Betriebssystem der Cisco-Router und -Switches
- NSLU2, NAS-Gerät zum Anschluss von USB-Geräten
- WRT54G, Router von Linksys, quelloffener Firmware-Code

Protokolle und Standards:
- Enhanced Interior Gateway Routing Protocol (EIGRP), proprietäres Routing-Protokoll
- High-Level Data Link Control (Cisco-HDLC), proprietäre Variante des Sicherungsschicht-Protokolls
- Hot Standby Router Protocol (HSRP), Verfahren zur Steigerung der Verfügbarkeit von wichtigen Gateways in lokalen Netzen
- Inter-Switch Link Protocol (ISL), proprietäres VLAN-Protokoll
- Interior Gateway Routing Protocol (IGRP), proprietäres Distance-Vector-Routing-Protokoll
- Skinny Client Control Protocol (SCCP), proprietäres Protokoll für Telefonate und Konferenzen

## Cisco Networking Academy
Cisco bietet ein umfangreiches Programm zur Ausbildung und Zertifizierung von Netzwerktechnikern und Systembetreuern. Cisco Systems ist Sponsor einer Reihe von Zertifizierungen für IT-Fachleute bei seinen Produkten. Es gibt fünf Grade der Zertifizierung: Entry (CCENT), Associate (CCNA/CCDA), Professional (CCNP/CCDP), Expert (CCIE/CCDE) und Architect und die acht unterschiedlichen Laufbahnen Routing&Switching, Design, Network Security, Service Provider, Service Provider operations, Storage Networking, Voice, Datacenter und Wireless. Weiterhin gibt es zahlreiche Techniker-, Vertriebs- und Datacenterzertifizierungen.
Cisco bietet auch die Ausbildung für diese Zertifikate über ein Portal an. Bildungseinrichtungen können zudem Mitglieder der „Cisco Networking Academy“ werden und Kurse anbieten.
Cisco ist oft im Bereich der technischen Ausbildung involviert. Mit über 10.000 Partnern in über 65 Länder ist das Academy Programm weltweit aktiv.

## Cisco in Deutschland

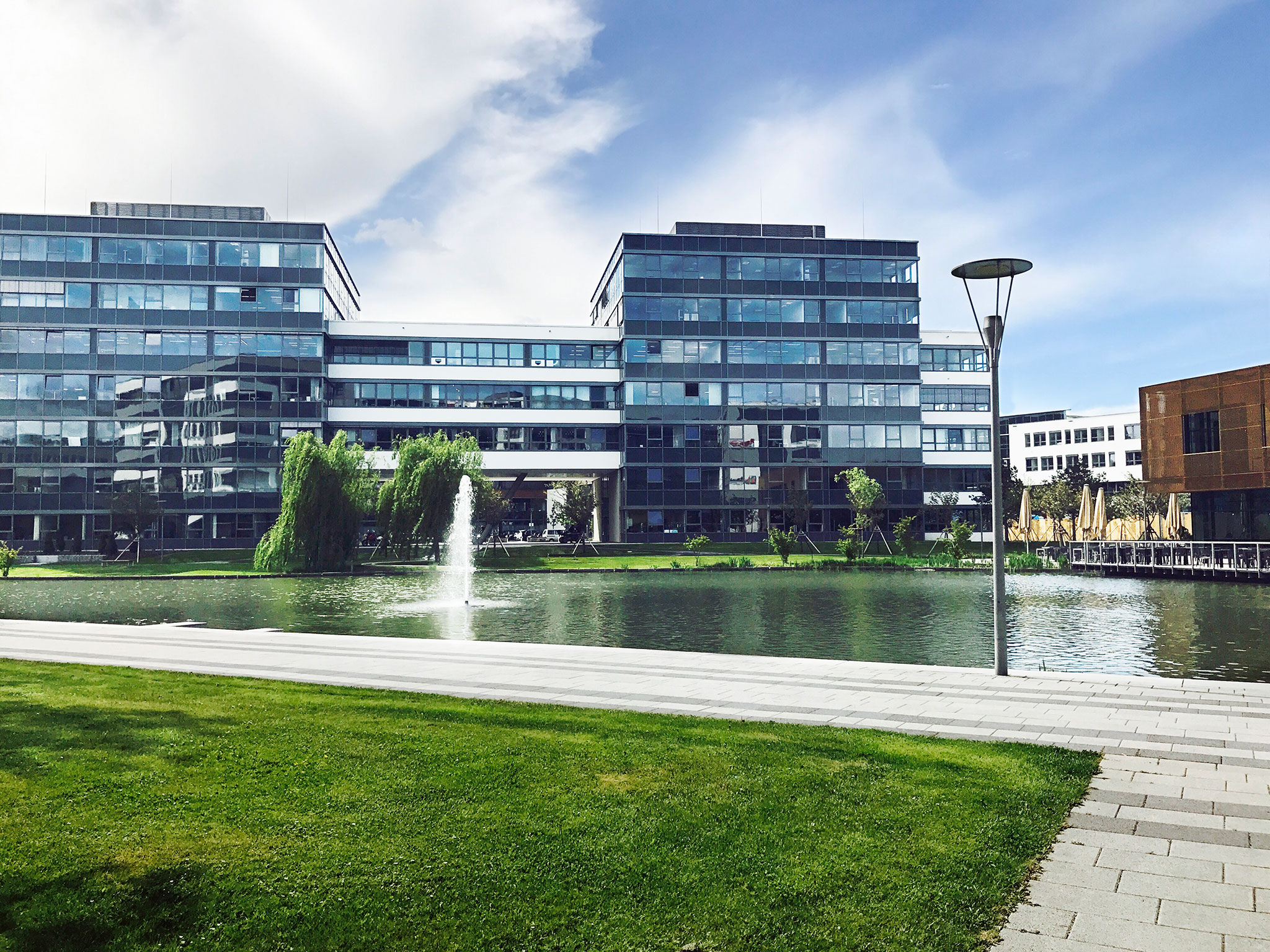
Cisco im Business Campus Garching

- Senior Vice President and President Cisco EMEA: Oliver Tuszik[21]
- Vice President, Geschäftsführer Cisco Germany GmbH: Uwe Peter
- Mitarbeiter in Deutschland: 850
- Standorte in Deutschland: Garching bei München, Berlin, Bonn, Hamburg, Düsseldorf, Eschborn bei Frankfurt, Stuttgart und Mannheim[22]

(Stand: Juni 2018)

## Spionage-Vorwürfe
Im Dezember 2013 entdeckte ein Sicherheitsforscher eine Backdoor in seinem Linksys-Router, die über den offenen Port 32764 verfügten.
Im Januar 2014 wurde von heise Security recherchiert, dass auch in Ciscos Routern sowie in Routern anderer US-amerikanischer Routerhersteller eine Backdoor eingebaut ist, die es sowohl dem Internetdienstanbieter als auch Dritten extern über das Internet erlaubt, sämtliche Konfigurationsdaten des Routers auszulesen und zu manipulieren, darunter auch die Passwörter für den Administratorzugang des Routers, das WLAN, den DSL-Zugang, Proxy-Server und DynDNS-Dienste sowie Passwörter und Zertifikate für VPNs. Demnach wird das Auslesen und Manipulieren dieser Daten durch einen undokumentierten Dienst ermöglicht, der in die Router-Software integriert ist. Darüber hinaus sei es möglich, den gesamten Datenverkehr des Routers umzuleiten und vollständig zu überwachen. Als Reaktion darauf stellte unter anderem der Routerhersteller Netgear im April 2014 ein scheinbares Sicherheits-Update zur Verfügung, das die Backdoor angeblich schließen sollte. Der Reverse-Engineer Eloi Vanderbeken stellte in einer Analyse jedoch fest, dass die Backdoor nach wie vor vorhanden ist und sie mit dem angeblichen Sicherheits-Update nicht geschlossen, sondern lediglich besser versteckt und sogar ausgeweitet worden sei. Aus letzterem schlussfolgern Vanderbeken sowie heise Security und andere Sicherheitsforscher, dass die im Januar 2014 entdeckte Backdoor nicht nur bei Netgear, sondern auch bei Cisco und den anderen Routerhersteller keineswegs versehentlich, sondern absichtlich eingebaut wurde.
Im Nachhinein wurde bekannt, dass einzelne Nutzer im Cisco-Supportforum bereits seit mindestens 2010 auf Anzeichen der Backdoor hingewiesen hatten, Cisco die Anfragen jedoch komplett ignorierte. Im französischsprachigen Netgear-Supportforum wurde sogar schon seit 2003 auf Anzeichen der identischen Backdoor in Netgear-Routern hingewiesen. Sicherheitsforscher gehen aufgrund einiger von Edward Snowden im Rahmen der Spionageaffäre 2013 veröffentlichter Geheimdienstdokumente davon aus, dass die versteckte Backdoor von Cisco und anderen Routerherstellern absichtlich eingebaut wurde, um den Sicherheitsbehörden jederzeit die vollständige Überwachung und den vollständigen Zugriff auf die Router zu ermöglichen.

## Rechtsstreitigkeiten
Im Jahr 2003 verklagte Cisco Huawei, die angeblich Cisco-Produkte kopierten. Das beklagte Unternehmen lenkte ein und modifizierte die eigenen Produkte.
Am 11. Dezember 2008 reichte die Free Software Foundation Klage gegen Cisco wegen angeblicher Verstöße gegen die GNU General Public License und die GNU Lesser General Public License ein. Im Frühjahr 2009 schlossen Cisco und die FSF einen Vergleich, das Verfahren wurde eingestellt.